# Wald-Ruhrkraut
Das Wald-Ruhrkraut (Gnaphalium sylvaticum) ist eine weit verbreitete Pflanzenart aus der Familie der Korbblütler (Asteraceae).

## Beschreibung

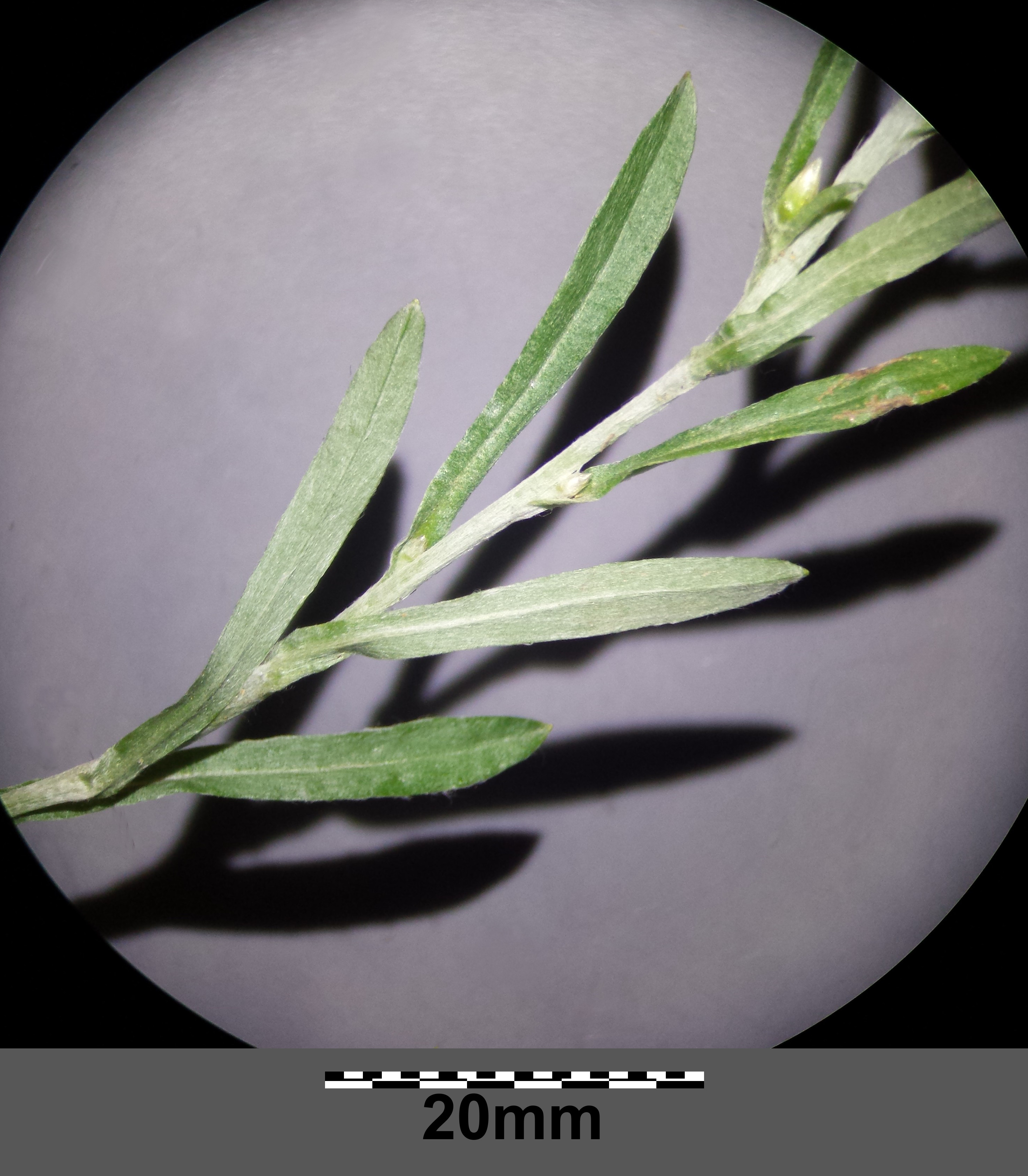
Stängel mit einnervigen Laubblättern

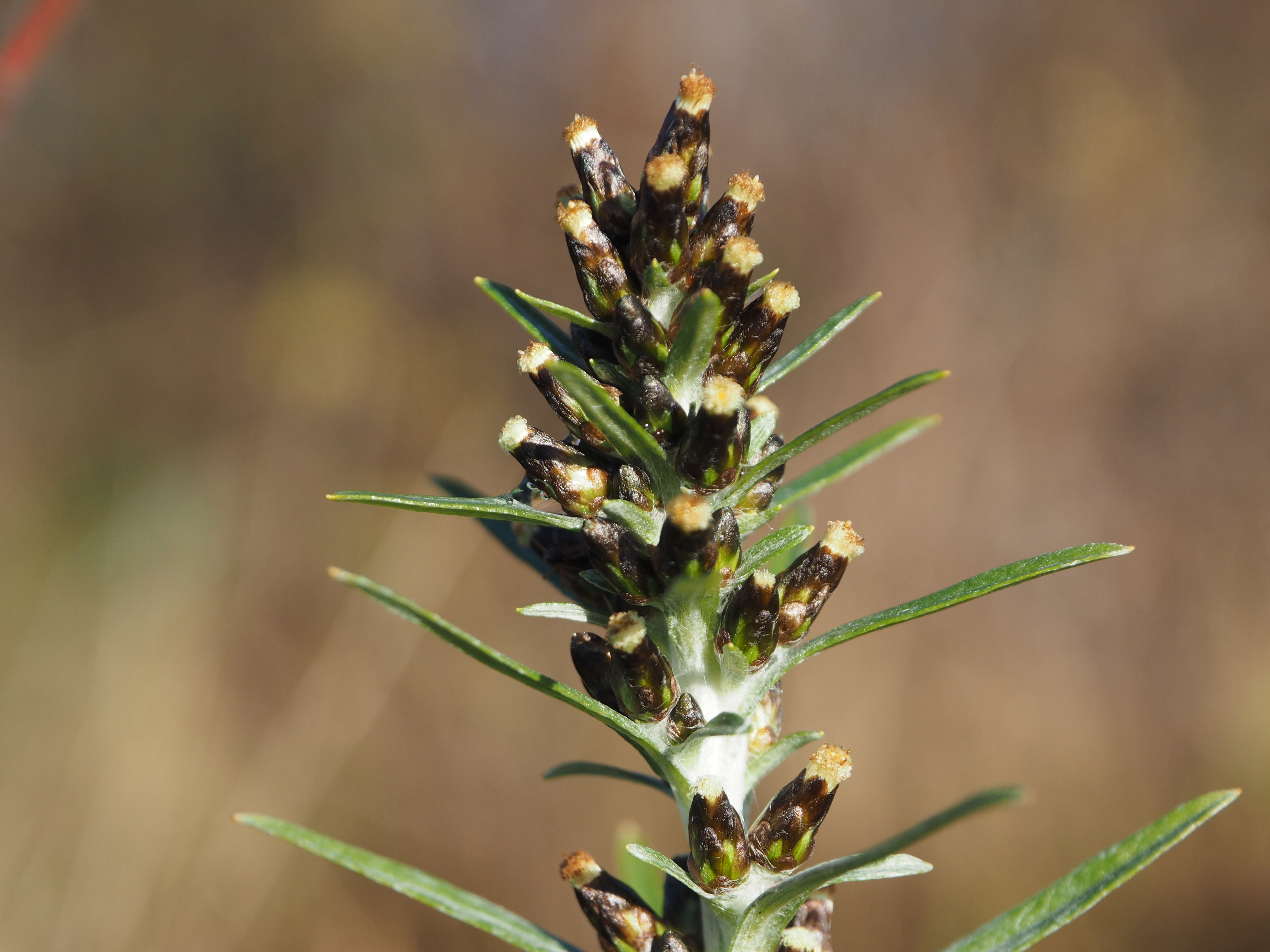
Korbstand

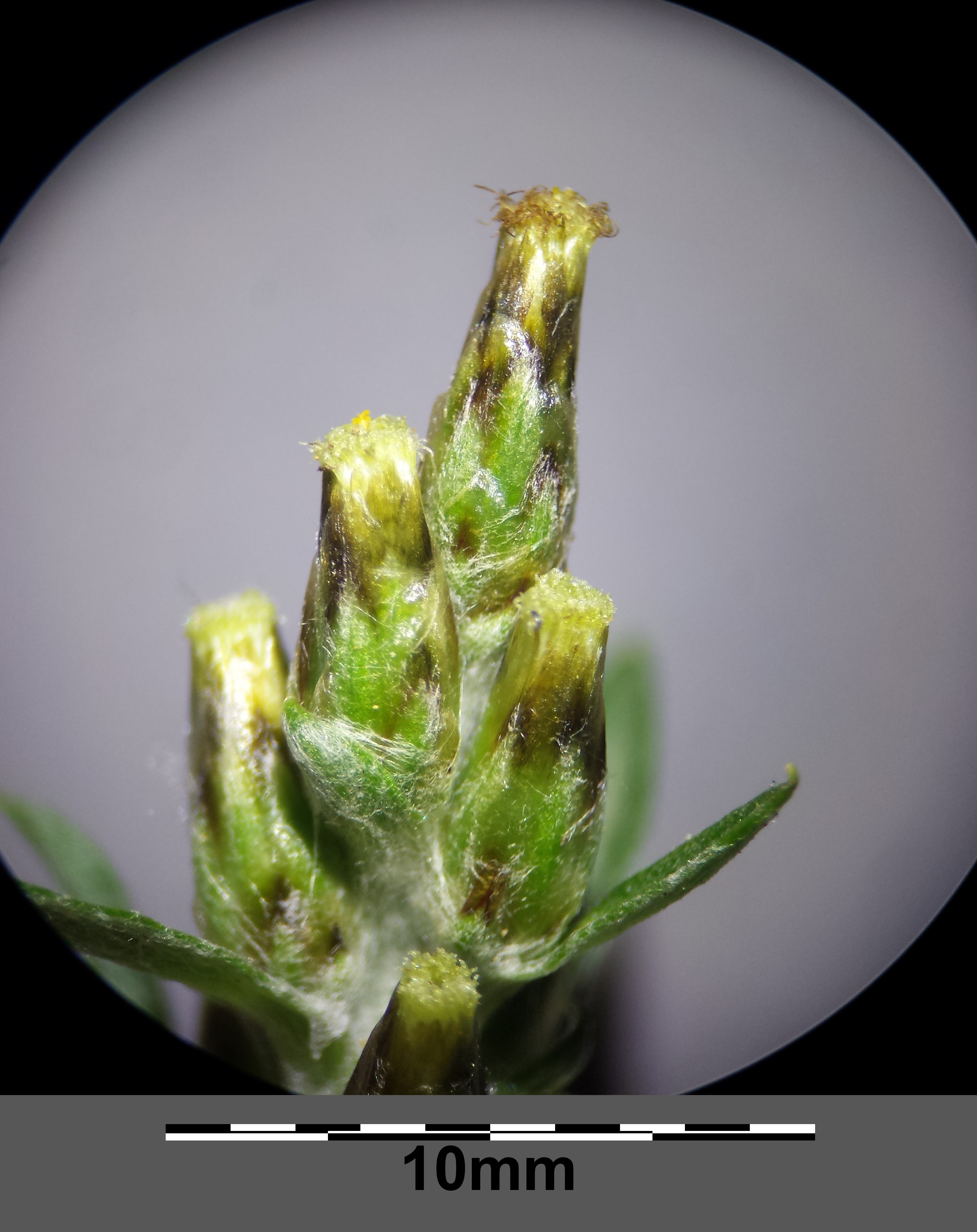
Körbe: die Hüllblätter sind gegen den Rand zu durchscheinend hell.

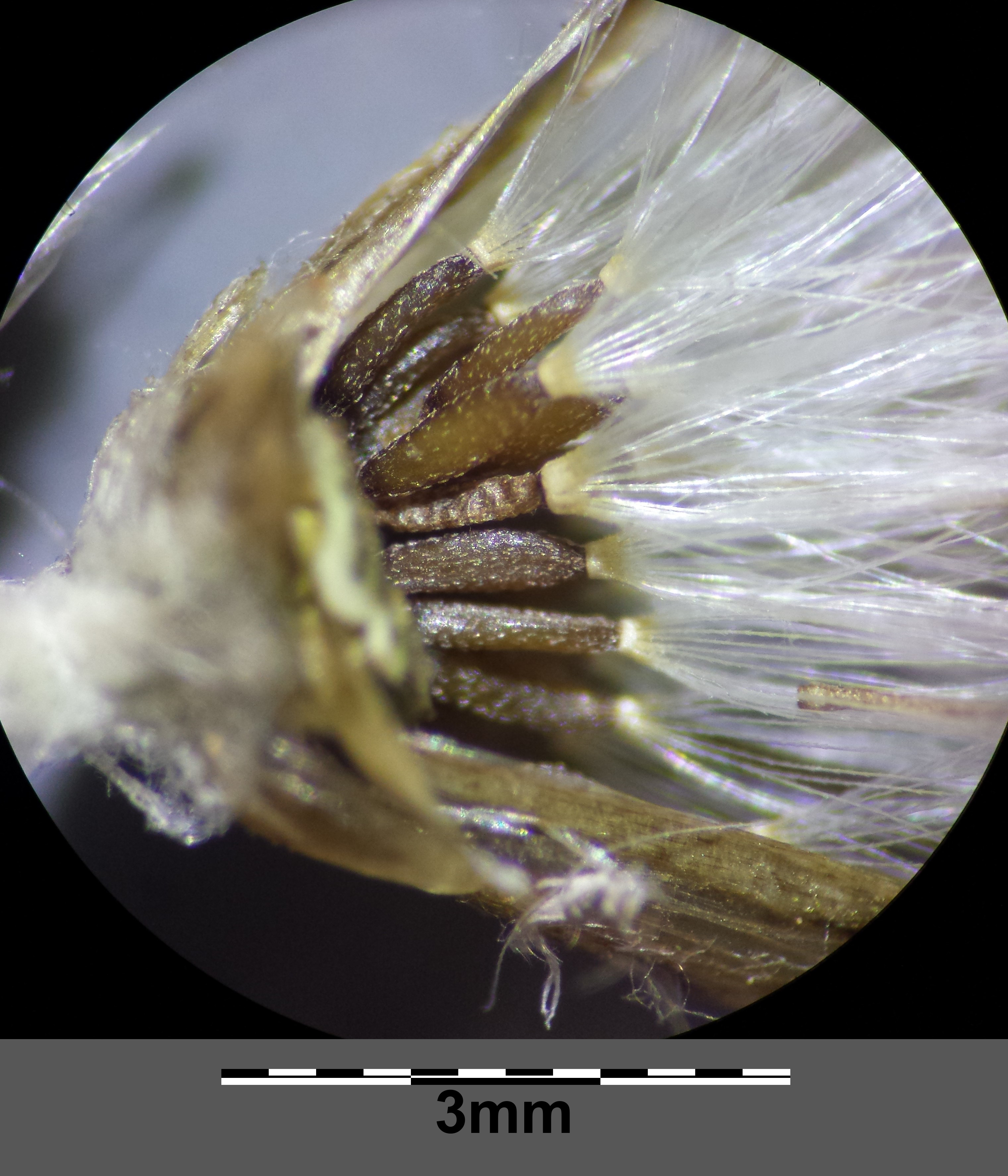
Geöffneter Korb mit Früchten. Die Pappushaare sind am Grund miteinander verbunden.

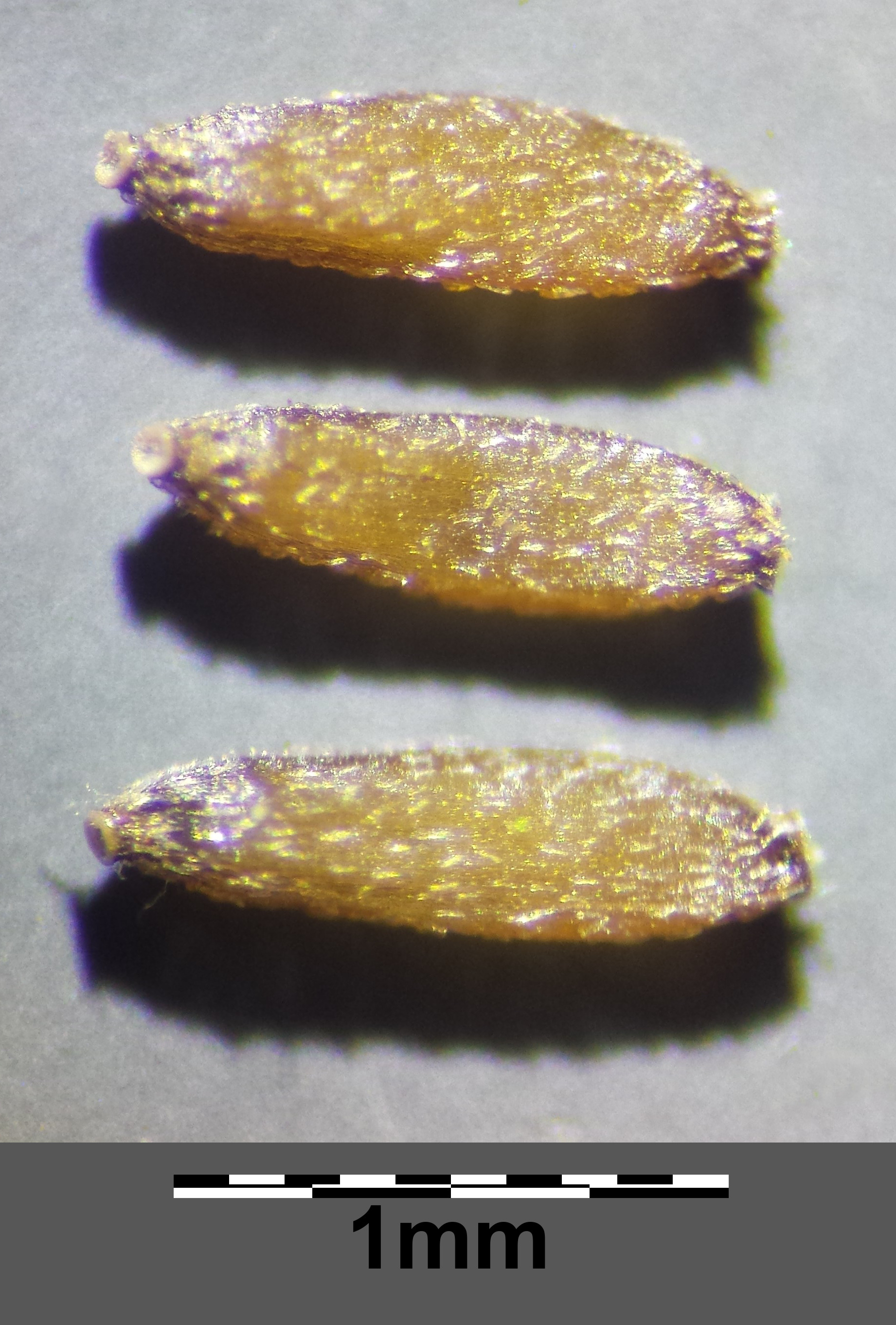
Achänen

Die mehrjährige Pflanze wird zwischen 10 und 40 Zentimeter, ausnahmsweise bis 80 Zentimeter hoch. Sie bildet zahlreiche nichtblühende frischgrüne Rosettenblätter. Der kräftige, aufrechte, meist unverzweigte Stängel ist weißfilzig.
Die grundständigen Blätter sind lanzettlich und kurzstielig, die zahlreichen wechselständigen einnervigen Stängelblätter linealisch und sitzend. Sie haben eine Länge von zwei bis sechs Zentimetern und eine Breite von drei bis vier Millimetern. Ihre Unterseite ist filzig, die Oberseite verkahlend.
Die Blütenköpfe bilden einen ährenförmigen Gesamtblütenstand, der ein Drittel bis fünf Sechstel der Stängellänge einnimmt. Sie haben einen Durchmesser von sechs bis neun Millimetern, eine bräunlich- bis gelblichweiße Farbe und enthalten jeweils etwa siebzig einzelne Blüten. Die fünf verwachsenen, meist zerschlitzten Hüllblätter sind überwiegend trockenhäutig und tragen in der Mehrzahl einen auffälligen dunklen Fleck. Der Same ist eine gelbbraune, längliche Nuss, deren mit unverzweigten oder nur schwach verzweigten kurzen Härchen besetzter Pappus leicht bräunlich oder rötlich ist.
Blütezeit ist von Juli bis September.
Die Chromosomenzahl beträgt 2n = 56.

## Ähnliche Arten
Das ähnliche Norwegische Ruhrkraut hat eine kürzere Blütenähre, die mittleren Stängelblätter sind dreinervig, die nichtblühenden Rosettenblätter sind weniger und die am Blütenstand vorhandenen hinfällig.

## Verbreitung und Standort
Das Wald-Ruhrkraut ist in Europa heimisch und kommt auch in Ost-Amerika vor. Es wächst häufig an Waldwegen, Lichtungen, Bahnstrecken, Sandgruben und Magerrasen. In den Alpen erreicht es meist eine Höhenlage von 1700 Metern. In den Allgäuer Alpen steigt es in Bayern am Iseler bis zu einer Höhenlage von 1860 Metern auf.
Die lichtliebende, stickstoffzeigende Pflanze bevorzugt kalkarme, mäßig frische Lehmböden. Sie ist in Mitteleuropa eine Charakterart der Ordnung Atropetalia.

## Ökologie
Das Wald-Ruhrkraut ist ein Nitrifizierungszeiger und ein Humuszehrer. Es erfolgt Selbstbestäubung und Insektenbestäubung.

## Taxonomie
Das Wald-Ruhrkraut wurde von Carl von Linné als Gnaphalium sylvaticum in Sp. Pl.: 85, 1753 erstbeschrieben. Synonyme sind Omalotheca sylvatica (L.) Sch. Bip. & F.W. Schultz, Gnaphalium rectum Sm. und Gnaphalium sylvaticum subsp. carpetanum (Willk.) Rivas Mart.

## Heil- und Zierpflanze
Das Wald-Ruhrkraut wurde früher gegen Durchfälle, Ruhr und Atemwegsprobleme eingesetzt. Heute findet es sich in Steingärten als Zierpflanze.

## Belege